# 플뢰레

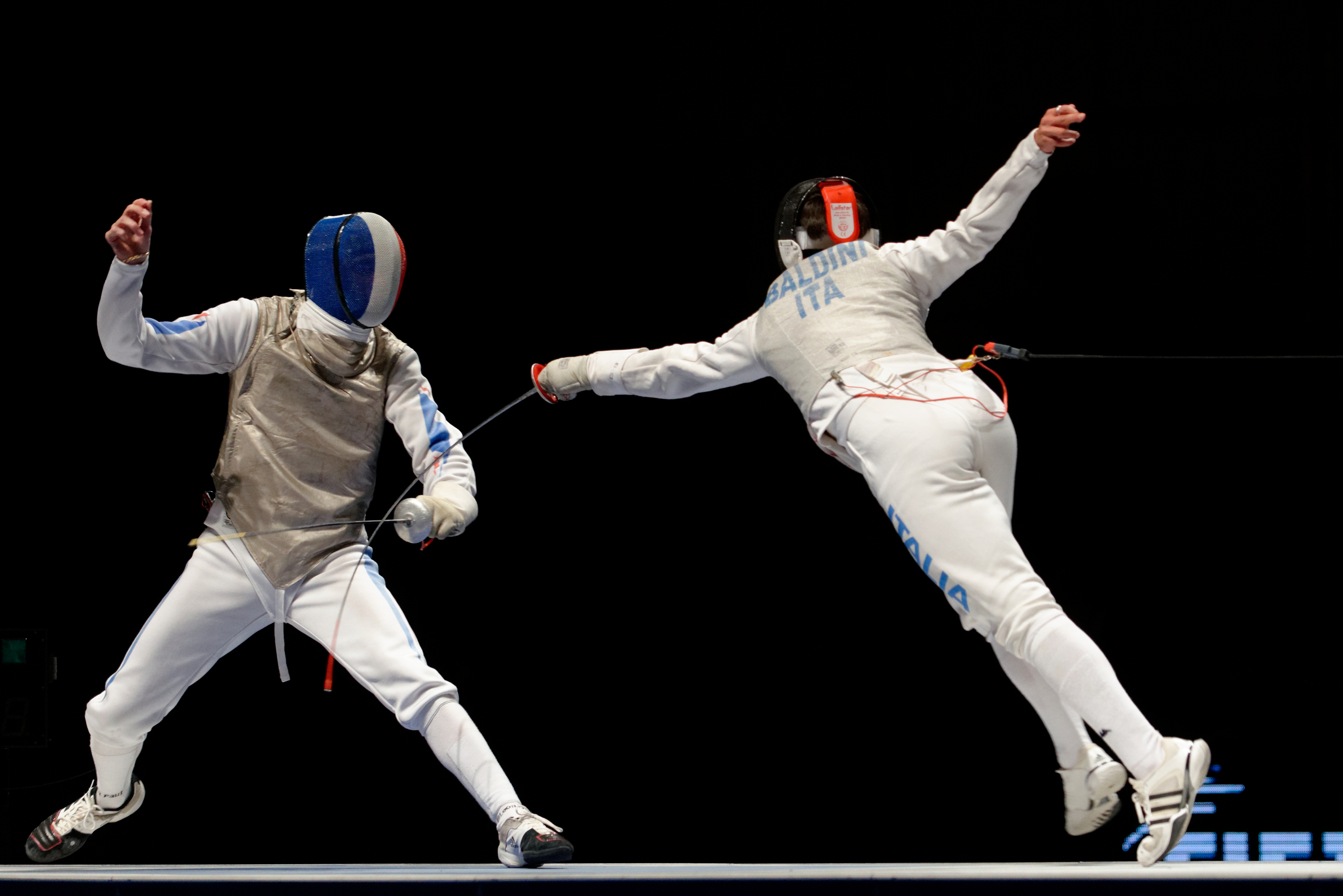
2013년 샬랭즈 인테르나시오날 드 파리의 결승전. 안드레아 발디니가 제레미 카도를 돌격 공격하고 있다.

플뢰레(Fleuret)는 펜싱에 사용되는 무기들 중 하나이며, 영미권에서는 포일(foil) 로 불린다. 현재 주요 펜싱 대회에서 가장 흔히 사용되는 무기이며, 펜싱에 입문하는 자들이 가장 많이 선택하는 무기이다.

## 검의 부품
현재 플뢰레에서는 두 종류로 존재한다: 비전자식 (혹은 건/ 습식) 과 전자식이다. 두 종류의 검 모두 다음의 부품을 가지고 있다: 받침대, 손잡이, 컵가드, 엄지 패드, 그리고 칼날.
비전자식 플뢰레는 끝이 뭉툭하게 생겼으며, 이는 흔히 검의 끝을 접으며 생겨났는데, 이 검의 끝부분은 플라스틱이나 고무로 고정되어 있다. 비전자식 플뢰레는 주로 훈련용으로 활용되나, 몇몇 단체들은 건식 플뢰레를 사용해 실전 경기를 펼치기도 한다. 국제 펜싱 연맹 (Fédération Internationale d'Escrime) 과 대부분 국가들의 국립 펜싱 협회의 주관하는 일부 대회에서는 비전자식을 사용하며 비디오 판독없이 진행하나, 주요 대회에서는 대개 전자 플뢰레를 사용한다.

### 칼날
플뢰레는 규격화되고, 가는, 사각형 형태의 칼날을 가지고 있으며, 이 칼날은 담금질과 열처리를 거쳐 만든 저탄소강으로 제작되어 있다. 그에 따라 플뢰레 검은 상대를 공격하였을 때 부러지지 않고 잘 구부러지며, 이로 인해 부상을 막을 수 있다. 국제 대회에서는 마에이징강으로된 검을 사용한다. 플뢰레의 칼날 길이는 뭉툭하게 만든 (접힌) 칼끝에서 컵가드까지의 길이가 최대 0.9m이다. 검 전체의 길이는 1.1m이며, 검의 최대 질량은 500g이지만, 주요대회에서 쓰이는 검은 초경량으로 질량이 100g대이다.
칼날은 세부적으로 3부분으로 나뉠 수 있다: 가장 끝부분은 포이블 (foible) 이라 불리며, 가장 헐렁한 부위이며, 그 아래로 중간 부분이, 맨 아래 컵가드 근처는 포르테 (forte) 라 불리며, 가장 단단한 부분이다. 손잡이 안쪽으로는 칼자루가 있는데, 이 부분은 컵가드와 연결되어 플뢰레 전체를 연결시킨다. 이탈리안 그립은 대부분의 칼날이 컵가드까지만 이어져 있는 것과 다르게, 칼의 밑동이 컵가드를 관통하여 칼자루 아래로 내려온 형태로 되어있다.

### 컵가드

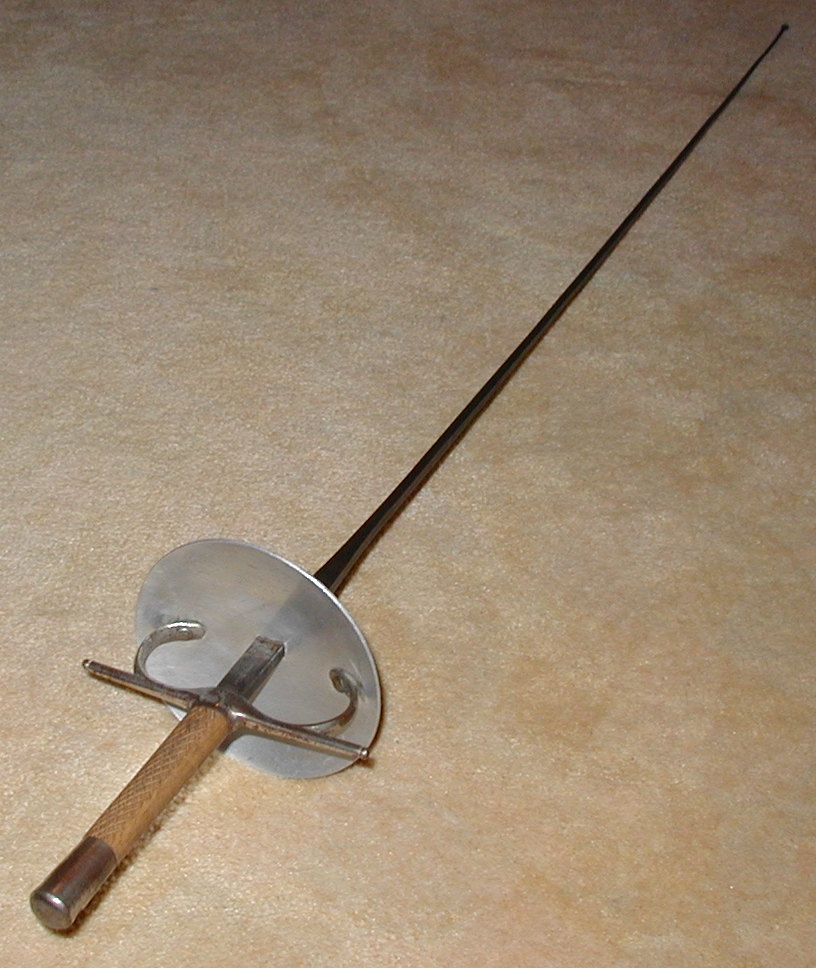
이탈리안 그립으로된 플뢰레. 이 형태의 검은 현재까지도 이탈리아나 이탈리아식 검술교육을 하는 나라에서 사범용으로 활용되는 무기이다. 비록 많은 고전 펜서들이 이 검을 애용하나, 스포츠 펜싱에서는, 현재 이탈리아 선수들도 대개 이탈리안 그립보다 피스톨 그립을 더 애용한다.

받침대는 칼날, 컵가드, 플러그와 손잡이를 꽉 조여서 연결시킨다. 손잡이는 크게 두종류로 나뉜다. 긴 막대형식의 손잡이를 갖춘 프렌치 / 이탈리안 / 스패니쉬 그립이 있고, 손을 원뿔형 구조로 특정 위치에 고정시켜 쥐기 쉽게 설계된 피스톨 그립이 있다. 국제대회에서의 플뢰레 컵가드의 직경은 9.5-12cm로 제한되어 있다.

### 전자 플뢰레의 부품

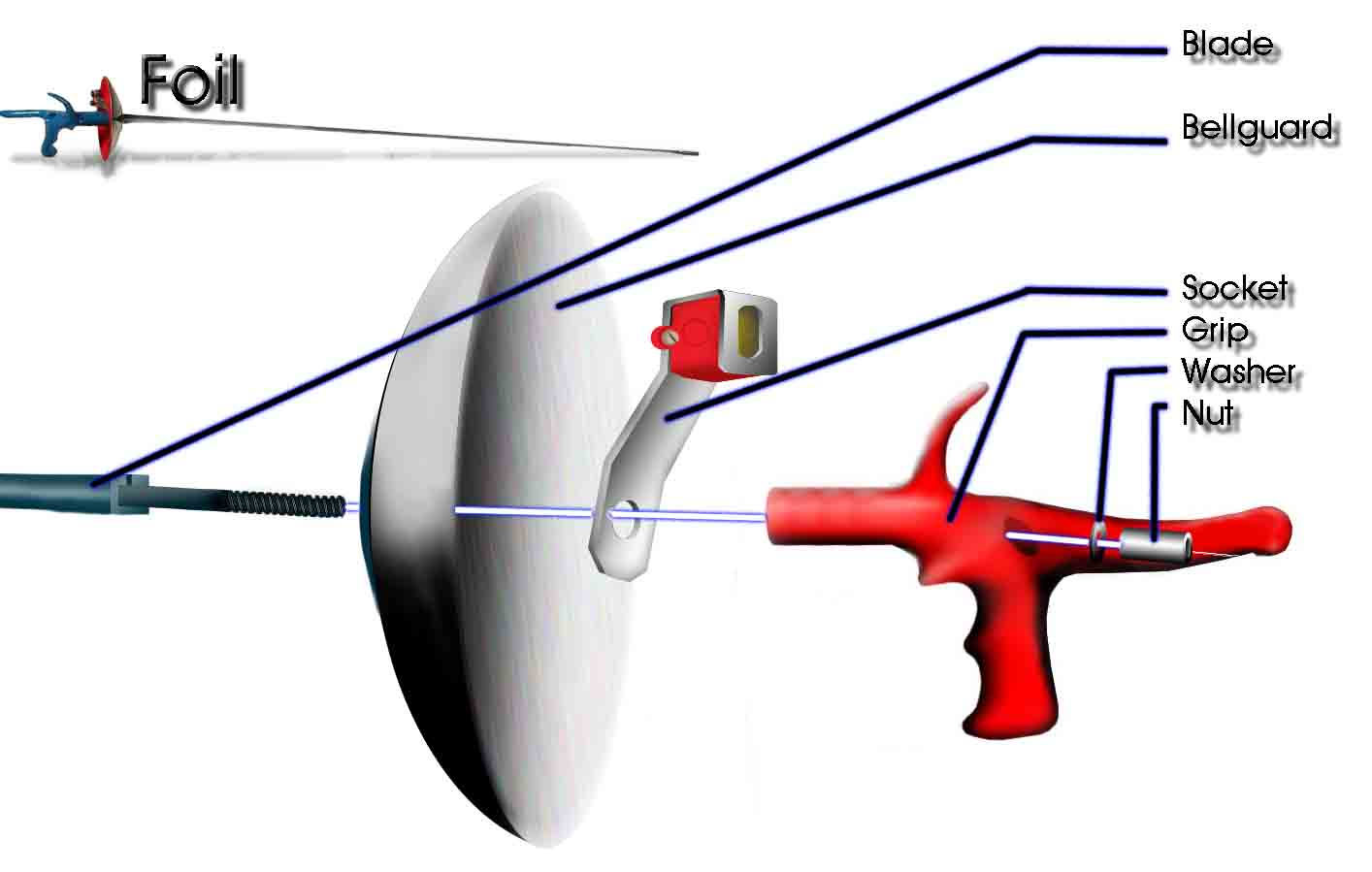
플뢰레의 부품

#### 소켓
전자 플뢰레는 컵가드 아래에 소켓이 있는데, 여기서 옷에 연결된 전선을 따라 득점 센서로 이어지며, 반대로 컵가드의 전선은 검의 끝부분까지 연결되어 있다. 전자 플뢰레의 소켓은 고정되어 있어, 펜서 손목의 플러그와 연결된다. 현재 두 형식의 소켓이 활용된다: 크기가 다른 2개의 소켓으로 되어 클립으로 고정된 돼지코 방식이나, 컵가드에 고정되는 1개의 소켓으로된 바요넷식이 있다.

#### 칼끝
전자 플뢰레의 끝부분은 버튼 형식으로 되어 있으며, 이 부분은 배럴, 플런저, 스프링, 나사로 구성되어 있다. 회로는 대체로 폐회로로 되어 있으며, 이 뜻은 폐회로가 끊어질 수도 있다는 것이다. 칼끝을 누르면 폐회로 상태에서 벗어나며, 득점등이 표적의 위치에 따라 다르게 점등된다: 아따크 농발라블 (Attaque Non-Valable) 상황에서는 백색 / 황색등이 들어오며 (점수계의 설계에 따라 점등되는 빛이 다르게 나온다.), 투셰가 성공되면 적색 / 녹색등이 점등된다 (적색은 한쪽 펜서, 녹색은 그 상대).
플뢰레의 칼끝은 15 (± 1) 밀리초동안 상대선수의 라메 (플뢰레의 유효면을 나타내는 와이어메쉬 조끼)를 건드려야 투셰가 된다. 이때 칼끝은 500g (± 3g)의 칼을 기준으로 500 그램힘 (4.90 N)의 힘으로 눌러야 한다.

## 역사

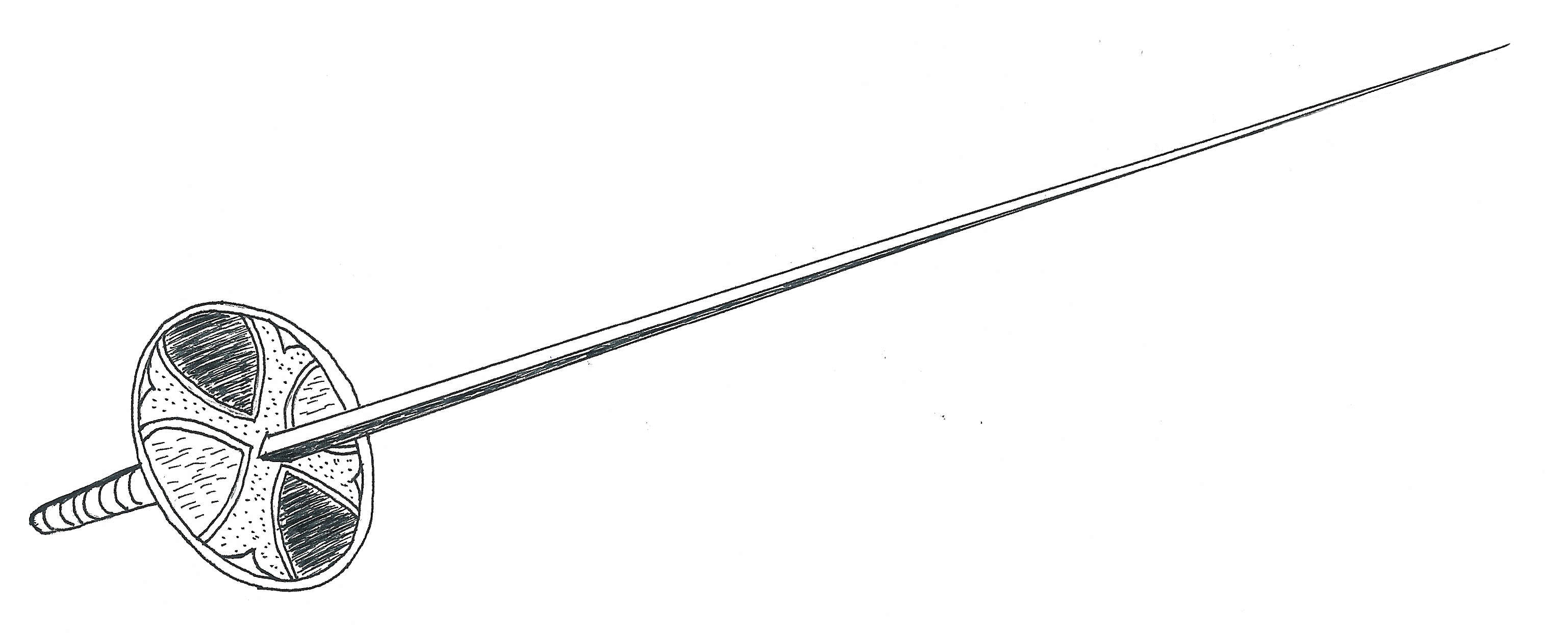
스몰소드 "파리지어" (Pariser)는 프랑스식 플뢰레에서 파생되었다.

현재의 플뢰레는 18세기 남자들의 흔한 보조용 무기이자 결투용 무기로 활용하던 스몰 소드의 훈련 전용검에서 유래하였다. 레이피어나 롱소드도 이 형태의 플뢰레가 있었는데, 현재 자주 쓰이는 스몰소드 타입과는 질량과 활용방식이 달랐다.
플뢰레는 17세기에 이탈리아에서 단순히 훈련용을 목적으로 하여 개발되었다. 펜서들은 칼 끝을 감싸거나 매듭을 맺어 칼끝을 뭉툭하게 만들었다. (플뢰레 (fleuret)는 프랑스어로 작은 꽃을 뜻하며 칼끝의 매듭 모양에서 유래하였다.) 훈련용 외에도, 일부 펜서들은 뭉툭하게 만든 끝부분을 떼어내어 날카로운 플뢰레를 결투로 사용하기도 하였다. 펜싱을 배우던 독일 학생들은 파리지어 (Parisier, 파리지앵이라는 뜻) 라는 찌르기형 검을 스트로스멘수어 (Stoßmensur, 찌르는 멘수어)를 위해 개발하기도 하였다.
현대 플뢰레의 유효면에 대한 개념은 펜싱이 적은 안전장비를 사용하던 시대에 도입되었다. 또다른 주장에 의하면, 플뢰레 유효면의 개념은 한사람이 사망할 때까지 결투하던게 대부분이었던 시대에 나왔다고 한다. 두 경우 모두 주요 표적은 주요 내장이 들어있는 몸통이었다.

## 득점
플뢰레는 찌르기형 무기이기 때문에 칼끝으로만 득점 가능하다. 칼날을 이용한 공격 (때리기나 베기) 은 득점으로 인정되지 않는다.

### 유효면
플뢰레에서 유효면은 몸통 (마스크의 아래쪽도 유효면이다.) 과 사타구니다. 머리와 팔, 다리를 찌른 경우 아따끄 농발라블 (Attaque Non-Valable, 무효타) 이 된다. 아따끄 농발라블은 점수로 인정되지 않으나 주심이 알트 (Halte, 정지) 명령을 내린다.

플뢰레 펜서. 오렌지색으로 칠해진 부분 (몸통) 이 유효한 부분이다.

### 프리오리테
플뢰레 종목은 프리오리테가 적용된다. 그에 따라, 득점은 누가 먼저 찌르냐가 아니라 누가 프리오리테를 가지고 찌르냐에 달려 있다. 프리오리테는 제대로된 공격을 먼저 시도하는 경우 가져간다. 공격이 실패하는 경우 (예를 들어 아따끄 노 (Attaque no, 공격이 빗나감) 이거나 상대가 파라드 (parade, 막기)를 성공한경우), 공격하다 멈추는 경우, 팔을 뒤로 당기는 경우에는 프리오리테를 상실한다. 프리오리테는 이때 수비하던 펜서쪽으로 넘어오는 것이 아니며, 공격하는 펜서의 공격이 끝난 경우, 양쪽 선수 모두 프리오리테를 가져가지 못한다. 대신, 프리오리테는 이때 공격 태세를 가지고 공격하는 경우에 가져간다. 수비하던 펜서는 파라드 (parade)를 성공한 후 바로 리포스트 (riposte, 역습)를 할 때 프리오리테를 가져갈 수 있다. 다른 방법으로 상대의 공격이 빗나갔을 때에 공격을 시도할 수 있다. 반대로, 먼저 공격을 시도했던 쪽은 공격이 빗나가자마자 다시 리미즈 (remise, 반복 공격) 로 다시 프리오리테를 가져가야 한다.
플뢰레에서는 프리오리테가 가장 먼저 고려된다. 프리오리테를 있는쪽이 무효타를 하고, 프리오리테가 없는 쪽의 공격이 투셰를 성공한 경우에는 주심이 아따끄 농발라블을 선언하며, 득점이 기록되지 않는다. 한쪽만이 투셰를 기록한 경우, 득점은 프리오리테와 무관하게 인정된다. (규정을 위반하지 않은 경우에 한해서)

## 같이 보기
- 사브르 (펜싱)
- 에페
- 콜리셰마르드
- 펜싱
- 레이피어
- 라메 (펜싱)